# فرودگاه اسنوتی کریک
فرودگاه اسنوتی کریک (به انگلیسی: Stoney Creek Airport) یک فرودگاه خصوصی است که یک باند فرود چمن و آسفالت دارد و طول باند آن ۸۶۹ متر است. این فرودگاه در کشور کانادا قرار دارد و در ارتفاع ۲۰۷ متری از سطح دریا واقع شده است.